# Trance (álbum)
Trance es el séptimo disco del grupo musical Aviador Dro editado en el año 1991 por el sello "La fábrica magnética" y esta vez bajo el nombre de Aviador Dro 4000.
Es considerado por la propia banda como uno de sus mejores discos, en el que se reafirma su concepto de Anarquía Científica Digital, con base pop.
Es un disco que devolvía al Aviador Dro a los sonidos más electrónicos y bailables, y no sólo eso, sino que los aproximaba a las nuevas tendencias electrónicas de los 90.

En el año 1999 es reeditado por el sello discográfico "Discos Lollipop".

## Lista de canciones
| N.º | Título                      | Escritor(es)                  | Duración |  |
| 1.  | «Vivir para Morir»          | Servando Carballar            | 5:16     |  |
| 2.  | «Tierraplana»               | Servando Carballar            | 4:45     |  |
| 3.  | «Mala Imagen»               | Servando Carballar            | 4:28     |  |
| 4.  | «Buda Cósmico Cristalizado» | Servando Carballar            | 4:10     |  |
| 5.  | «Hypercarga»                | Mario Gil, Servando Carballar | 3:23     |  |
| 6.  | «Mi Joven Profesora»        | Servando Carballar            | 4:35     |  |
| 7.  | «Centinelas del Futuro»     | Servando Carballar            | 3:58     |  |
| 8.  | «Rojo para Siempre»         | Mario Gil, Servando Carballar | 4:00     |  |
| 9.  | «Trance»                    | Servando Carballar            | 5:06     |  |
| 10. | «Patrullando»               | Servando Carballar            | 3:20     |  |